# Malocampa eugenia
Malocampa eugenia är en fjärilsart som beskrevs av William Schaus 1906. Malocampa eugenia ingår i släktet Malocampa och familjen tandspinnare. Inga underarter finns listade i Catalogue of Life.